# Avenue du Clocher
L'avenue du Clocher est une voie située à Aulnay-sous-Bois.

## Situation et accès
Cette avenue est située à proximité de la gare d'Aulnay-sous-Bois.

## Origine du nom

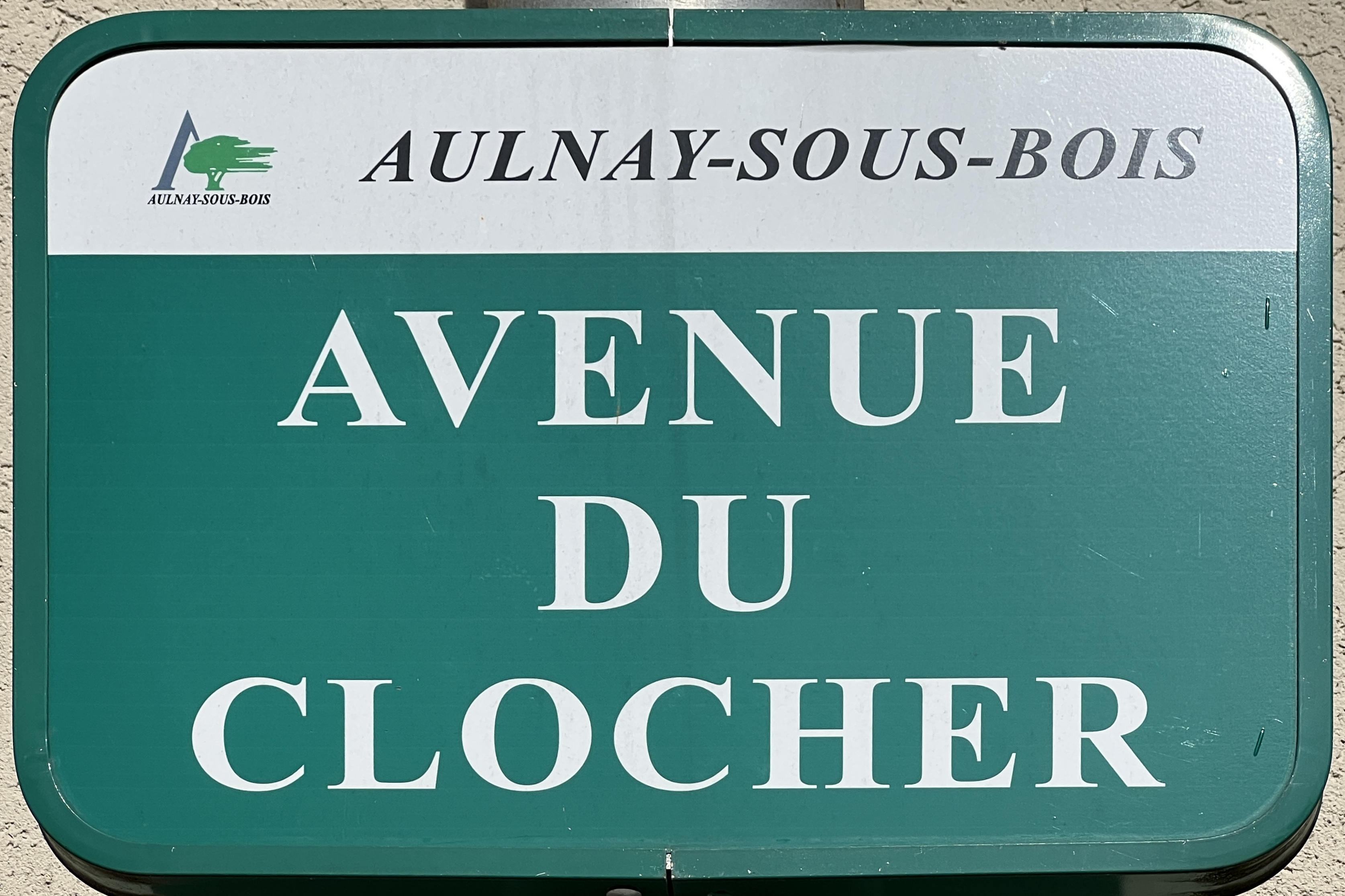
Plaque de l'avenue.

Au sud du canal, dans le même alignement et limitrophe de Livry-Gargan et de Pavillons-sous-Bois, se trouve une voie appelée allée du Clocher d'Aulnay, dont l'origine pourrait être liée à celle-ci.

## Historique

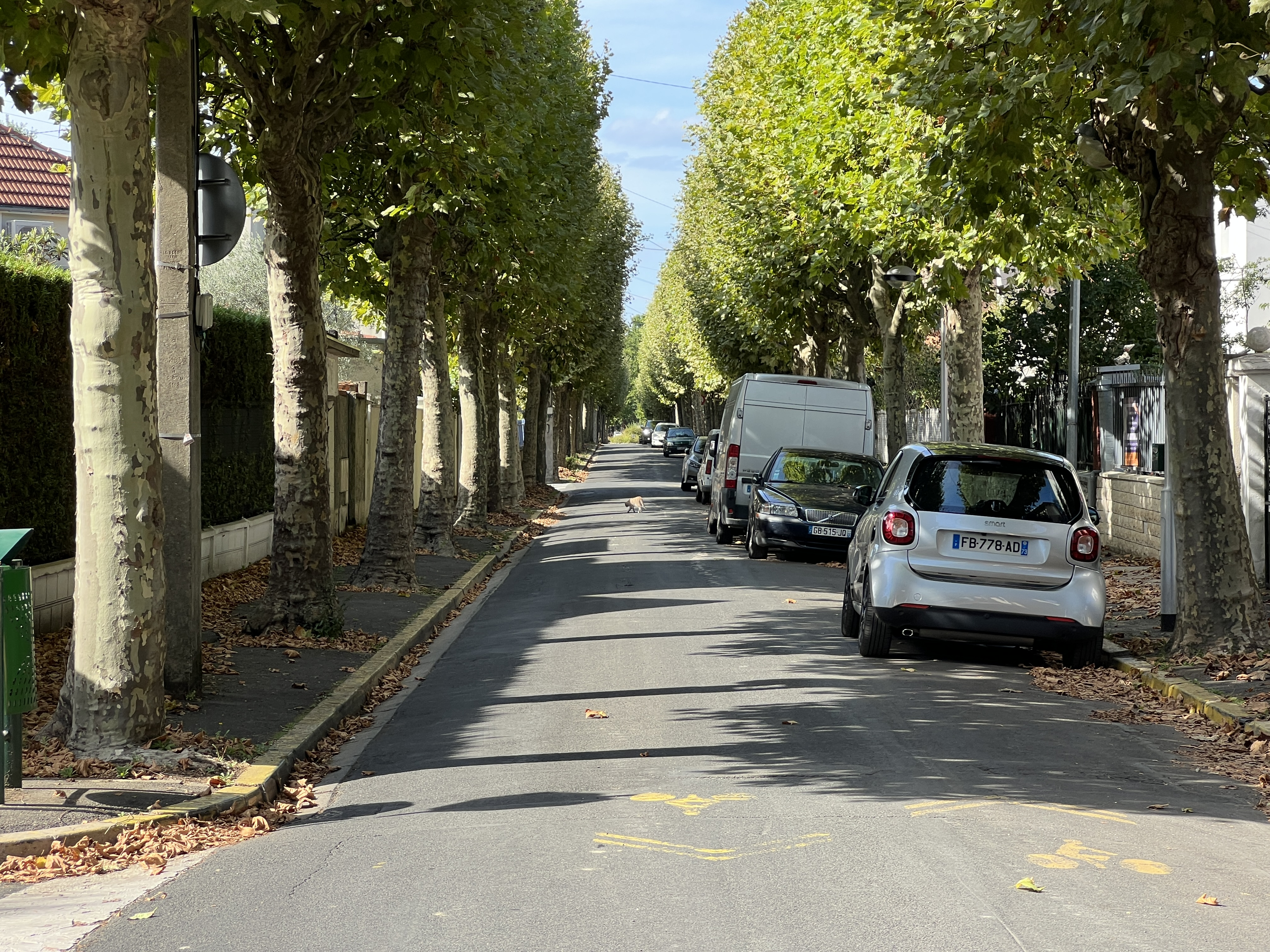
L'avenue en août 2022.

Elle s'étendait auparavant jusqu'au canal de l'Ourcq dans le sud, et ne fut urbanisée de façon importante que dans les années 1950. Le long de cette avenue se trouvaient de nombreuses villégiatures bâties lors de la création de la gare. Certains ont été conservées. La partie au-delà de l'avenue de Nonneville est désormais appelée avenue Pierre-Jouhet. 

## Bâtiments remarquables et lieux de mémoire
- Parc Bigottini.
- Au no 32, ancien « café de la Paix » représenté par Maurice Utrillo[3],[4].